# サーティーン・ボーイ
『サーティーン・ボーイ 僕は札束中学生』（サーティーンボーイ ぼくはさつたばちゅうがくせい）は、1985年5月21日から8月13日まで、TBSで毎週火曜日21時00分 - 21時54分（日本標準時）に全13回が放送されたテレビドラマである。主演は岡本健一。
思いかけない事から2500万円を手にしてしまい、逃亡する事になった中学生の次郎が逃亡と豪遊を通じて、幾多の苦難・災難を通じて様々な人間模様を描いた。本放送終了以降は地方局での再放送は行われたが映像ソフト化及びオンデマンド配信はされていない。

## あらすじ
平凡な中学1年生の佐倉次郎は、ある日駐車場に停めてあった車の中から、2500万円が預け入れられた通帳を盗み出す。通帳の預金者に成り済まして預金をすべて引き出し、逃亡の旅に出る。しかしそれを機に日本各地を転々としながら行く先々で様々な事件に巻き込まれる。
ストーリーは1983年2月に東京都渋谷区で実際に起きた事件から着想を得たフィクションとして描き起こされている。

## キャスト
佐倉次郎〈13〉
演 - 岡本健一
明るくクラスの人気者で、同級生の洋子に好意を寄せている。
佐倉肇〈15〉
演 - 西川弘志
次郎の兄。中学3年生。受験生となった今では参考書を放さないほど、次郎とは違って優等生タイプ。
佐倉孝三〈11〉
演 - 田中弘志
次郎の弟。小学5年生。のんびりした性格から、学校ではいじめられやすい。次郎を頼りにしている。
佐倉時男〈51〉
演 - 財津一郎
次郎の父、秋子とは離婚。小さな出版社を経営しているが、業績はいまいち振るわない。出版社の女性社員と関係を持っている。
木原秋子〈41〉
演 - 加賀まりこ
次郎の母で時男の元妻、離婚後はカルチャーセンター絵画部の講師。次郎、肇、孝三の息子たちとは離婚後も毎日夕食を共にしている。
谷山洋子〈13〉
演 - 藤原理恵
次郎のクラスメイト。クールなように見えて、表では次郎を冷たくあしらうが、本当は彼女も次郎に好意を持っている。
野中
演 - 若松誠
次郎のクラスメイト。
浜田
演 - 新井昌和
次郎のクラスメイト。
五十嵐先生
演 - 竹中直人
堀内先生
演 - 白川和子
木村先生
演 - 丹波義隆
山下先生
演 - 市川好朗
大石教頭
演 - 小鹿番
中西卓也
演 - 森山周一郎
荒井刑事
演 - 穂積隆信
（出典：）

### ゲスト
- 石原玲子 - 天地真理 （第1話）
- 千野耕作 - 長塚京三 （第1話）
- 花千代（芸者） - かたせ梨乃 （第2話、第3話）
- 矢部 - アパッチけん （第2話）
- 美穂 - 北原ちあき （第4話）
- 村松（東大生） - 阿部祐二 （第5話）
- 真希 - 早見優 （第6話）
- 須藤 - 蟹江敬三 （第9話）
- 島田（ヤクザ） - 山本紀彦 （第9話）
- 昌代 - 夏樹陽子 （第10話）
- 奈津（昌代の娘） - 鈴木麻美 （第10話）
- 紅竜太郎（旅芸人） - 長門勇 （第11話、第12話）
- 玉三郎（旅芸人） - 砂塚英夫 （第12話）
- 安江 - 児島美ゆき （第13話）
- 孝夫（別居中の安江の夫）  - 橋本功（第13話）
- 坂本博道
- 五月みどり
- 中島ゆたか
- 柴田時江
- 伊丹幸雄

## 放送日程
| 話数   | 放送日  | サブタイトル            | 脚本                | 監督     |
| ------ | ------- | ----------------------- | ------------------- | -------- |
| 第1話  | 5月21日 | 恋と冒険の旅立ち        | 小川英 尾西兼一     | 斎藤光正 |
| 第2話  | 5月28日 | ボクが愛したおばさん    | 酒井あきよし        | 杉村六郎 |
| 第3話  | 6月04日 | ハートブレイク熱海      | 小川英 酒井あきよし | 斎藤光正 |
| 第4話  | 6月11日 | プレイボーイVS女子大生  | 佐伯俊道            | 杉村六郎 |
| 第5話  | 6月18日 | 東大発-刑務所行き       | 佐伯俊道            | 大槻義一 |
| 第6話  | 6月25日 | 中学生はおことわり      | 小川英 尾西兼一     | 手銭弘喜 |
| 第7話  | 7月02日 | ありがとう友よ!         | 小川英 大川俊道     | 手銭弘喜 |
| 第8話  | 7月09日 | やめろ!夫婦ゲンカ       | 小川英 尾西兼一     | 杉村六郎 |
| 第9話  | 7月16日 | 殺人前科のおじさん      | 小川英 古内一成     | 斎藤光正 |
| 第10話 | 7月23日 | 子連れマドンナ大逆転!   | 小川英 星呂九平     | 斎藤光正 |
| 第11話 | 7月30日 | 北海道・女座長?は中学生 | 佐伯俊道            | 杉村六郎 |
| 第12話 | 8月06日 | 大草原・家族の対決      | 佐伯俊道            | 杉村六郎 |
| 最終話 | 8月13日 | 誰も止められない叫び!   | 小川英 尾西兼一     | 杉村六郎 |

## スタッフ
- 企画 - 元村武、佐野日出夫
- プロデューサー - 中島芳人、山本典助（TBS）
- 監督 - 斎藤光正、杉村六郎、大槻義一、手銭弘喜
- 脚本 - 小川英、尾西兼一、酒井あきよし、佐伯俊道、大川俊道、古内一成、星呂九平
- 音楽 - 菊池俊輔
- 主題歌 - 早見優「STAND UP」
- 制作 - ヴァンフィル、TBS

## 備考
- 劇中に「フラッシュ」を誌名とする写真週刊誌の編集部が登場するが、本作の本放送期間は実在の写真週刊誌「FLASH」の創刊前の時期である。